# Sociedad Stalin
La Sociedad Stalin (inglés: Stalin Society) es un grupo de discusión británico para personas que ven a Iósif Stalin como un gran marxista-leninista y desean preservar su legado. La sociedad se originó como consecuencia de la disolución de la Unión Soviética y lo que los miembros percibían como un aumento posterior de las críticas a Stalin. Según el sitio web de la Sociedad Stalin, la Sociedad Stalin se formó en 1991 para defender a Stalin y su trabajo sobre la base de los hechos y para refutar la propaganda capitalista, revisionista, oportunista y Trotskista.

## Organización
La sociedad se basa en la membresía individual pero en grupos políticos como el Partido Comunista Revolucionario de Gran Bretaña (Marxista–Leninista), y el Partido Comunista de Gran Bretaña (Marxista-Leninista) son notablemente prominentes dentro de ella. Uno de los miembros fundadores de la Sociedad Stalin Bill Bland fue expulsado por una disputa dentro de esta.

## Siglo XXI

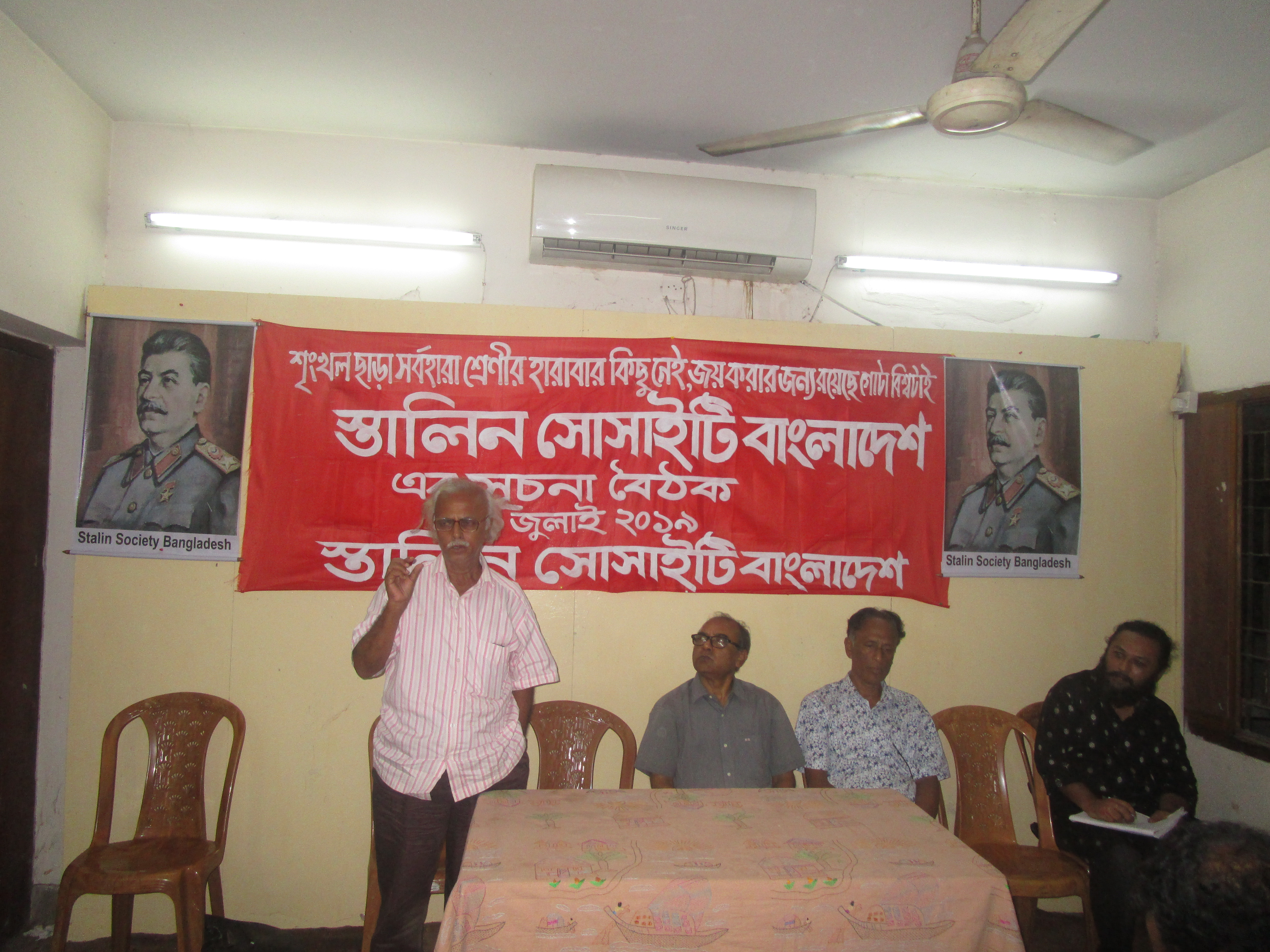
Hasan Fakri en una reunión de la Sociedad Stalin de Pakistan.

La sociedad sigue celebrando reuniones públicas. La Sociedad Stalin ha producido muchos folletos sobre temas como la Gran Purga, hambruna soviética y George Orwell.
La "Sociedad Stalin de Pakistán" se formó en 2013 y tiene un sitio web y cuenta en Facebook. La sociedad ha afirmado en Facebook que "representa la revolución comunista en Pakistán" y en su sitio web afirma que "no es un partido político, sino un emprendimiento académico" que pretende "refutar la propaganda y el revisionismo anti-estalino". Las Sociedades de Stalin también se han formado en los Estados Unidos y Canadá, Túnez, India, Italia, Irlanda y Argentina, y una Sociedad Internacional de Stalin se formó en 2014.